# Alberto Marmont
Alberto Marmont Du Haut Champ (Catania, 20 dicembre 1918 – Genova, 3 aprile 2014) è stato un ematologo italiano.

## Biografia
Nato a Catania il 20 dicembre 1918, fu primario di Ematologia dell'ospedale San Martino di Genova, città in cui si era laureato. Nel 1976 fu il primo ad eseguire un trapianto di midollo osseo su un paziente affetto da anemia aplastica. Divenne Presidente della Società Italiana di Ematologia (SIE) e dal 1986 al 1988 del Gruppo Europeo per il Trapianto di Midollo (EBMT). Si dedicò anche alla ricerca sul lupus.
Il 30 marzo 1990 ricevette la Medaglia al merito della sanità pubblica. Nel 2004 il Presidente della Repubblica, Carlo Azeglio Ciampi lo nominò Cavaliere di Gran Croce Ordine al Merito della Repubblica Italiana. Nel 2008, a Palazzo Tursi, ricevette dalle mani del sindaco di Genova Marta Vincenzi il Grifo d'oro, la massima onorificenza cittadina. 

Faceva parte del comitato scientifico della Fondazione Edoardo Garrone.
Ha contribuito a fondare l'Associazione Ricerca Trapianto Midollo Osseo, poi diventata Fondazione Ricerca Trapianto Midollo Osseo FA-RI.T.M.O. www.faritmo.it

## Principali pubblicazioni
- ll trapianto del midollo osseo, 1973
- Il lupus eritematoso sistemico, 1985